# Ли Сан Хи
Ли Сан Хи (кор. 이상희; 12 августа 1945, Вонджу) — южнокорейский политический, государственный и военный деятель, министр национальной обороны Республики Корея (29 февраля 2008 — 22 сентября 2009), председатель Объединенного комитета начальников штабов вооруженных сил Республики Корея (2005–2006). Генерал армии.
В 1970 году окончил южнокорейскую Военную академию (англ. Korea Military Academy), в 1974 году — Колледж свободных искусств и наук Сеульского национального университета.

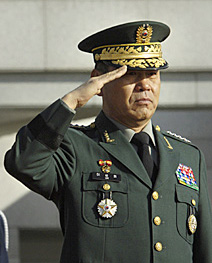
Генерал Ли Сан Хи на посту председателя Объединенного комитета начальников штабов Кореи в 2006 году

В качестве генерала занимал должности: начальник отдела планирования сил штаба армии РК (1995–1996), командующий 30-й пехотной механизированной дивизией (1996–1998), генеральный директор Бюро политического планирования Министерства национальной обороны (1998–1998), командующий V корпусом (1999–2001), главный директор по стратегии и планам Объединенного комитета начальников штабов (2001–2002) и главный директор Объединенного оперативного штаба Объединенного комитета начальников штабов (2002–2003).
После ухода в отставку стал директором Корейского института стратегических исследований.